# Johann Ludwig von Wedderkop
Johann Ludwig von Wedderkop (* 23. August 1724; † 17. Juni 1777) war ein deutscher Verwaltungsjurist, letzter Gottorfischer Generalerbpostmeister sowie Regierungspräsident des Hochstifts Lübeck.

## Leben
Johann Ludwig von Wedderkop entstammte dem Adelsgeschlecht von Wedderkop. Er war der zweite Sohn des Amtmanns und Lübecker Domdechanten Friedrich Christian von Wedderkop und dessen Frau Hedwig Sophie, geb. Pincier von Königstein (* 1696), einer Tochter von Johann Ludwig von Pincier. 1744 erhielt er erstmals eine Präbende als Domherr im Lübecker Domkapitel, auf die er jedoch schon im Jahr darauf verzichtete. Am 18. August 1749 wurde er, zu dieser Zeit Leutnant in dänischen Diensten, Mitglied der Hamburger Schottenloge „Schmettau“, die den Namen von Woldemar von Schmettau trug.
Nach dem Tod des Vaters 1756 übertrug sein älterer Bruder Magnus (1717–1771) das in der Familie seit Magnus von Wedderkop erbliche Amt des Generalpostmeisters in Holstein-Gottorf an ihn. Als infolge des Vertrags von Zarskoje Selo 1773 Gottorf an Dänemark kam, löste König Christian VII. das Postprivileg Wedderkops gegen eine Abfindung von 9.000 Talern ab. Nachdem Wedderkop das Kapital auf 10.000 Taler Courant vermehrt hatte, bestimmte er es in seinem zu Eutin am 11. März 1775 errichteten Testament zu einem beständigen Familienfideikommiss, das als unablösliches, mit vier Prozent zu verzinsendes Geld auf Gut Dollrott haften solle. Dollrott hatte er 1771 von seinem Bruder Magnus geerbt, ebenso auch dessen Domherren-Stelle im Lübecker Domkapitel.
Von 1773 bis zu seinem Tod 1777 war Wedderkop als Nachfolger von Henning Benedikt von Rumohr Präsident der bischöflichen Kollegien (Regierungspräsident) in Eutin. Sein Nachfolger in diesem Amt wie auch als Domherr wurde Carl Friedrich von Lowtzow. Wedderkop wurde am 25. Juni 1777 im Lübecker Dom beigesetzt.
Er war verheiratet mit Juliana Margaretha, geb. von Negelein. Magnus von Wedderkop (1758–1825) und Georg Conrad von Wedderkop (1765–1841) waren Söhne des Paares.